# イオンタウン周南
イオンタウン周南（イオンタウンしゅうなん）は、山口県周南市古市にあるショッピングセンターである。

## 概要
山口県道172号徳山新南陽線（産業道路）沿線のキリンビール富田製壜工場跡地に、当時のロック開発により2008年（平成20年）6月5日、ロックタウン周南としてオープンした。のちにロック開発のイオンタウンへの商号変更に伴いイオンタウン周南に改称した。
従来のロックタウンはスーパーマーケット「マックスバリュ」を核店舗とする事が多かったが、当施設ではマックスバリュ西日本（開業当時）が運営するフードディスカウントスーパー「ザ・ビッグ」を核店舗に据えている。マックスバリュ西日本は当施設の核店舗をザ・ビッグの新業態として称している。
本商業施設の開発計画にあたって、建設地にあたる旧新南陽市域の新南陽商工会議所は計画に対して静観する一方、旧徳山市域の徳山商工会議所は中心市街地の衰退に拍車をかけるとして建設に反対する活動を行っていた。大規模小売店舗立地法に基づく当初の届け出によれば、店舗面積は27,000m2、約1,800台分の駐車場を備える予定とされていたが、施設管理者の店舗オープン時のニュースリリースによると、店舗面積が24,823m2、駐車場が2,088台とされており、規模が変更されたことがうかがえる。

## 沿革
- 2008年（平成20年）6月5日 - ロックタウン周南として開業。[要出典]
- 2011年（平成23年）9月1日 - イオンタウン周南に改称。[要出典]
- 2013年（平成25年）4月1日 - 防長交通の路線バスが就航。[要出典]
- 2013年（平成25年）12月27日 - 第2駐車場敷地内にマルハン周南店がオープン。[要出典]
  - 単独出店という扱いになっており、本施設のテナントではない。[要出典]
- 2015年（平成27年）5月31日 - ヤマダ電機テックランド新南陽店が閉店。[要出典]
- 2017年（平成29年）10月20日 - ヤマダ電機がテックランド新南陽店跡に新業態（家電住まいる館YAMADA新南陽店）で再出店。[要出典]
- 2019年（平成31年）1月6日 - ビバーチ周南店が閉店。[要出典]
- 2021年（令和3年） 12月31日 - TSUTAYA周南店が閉店[2]。

## 交通アクセス

### 自動車
- 国道2号（周南バイパス）「若山」交差点を南へ約3Km。
- 山口県道347号下松新南陽線「宮の前」交差点から古市大橋を渡り右折。

### 公共交通機関
- JR山陽本線新南陽駅より徒歩約11分
- 防長交通「イオンタウン周南」バス停下車